# أرشيبالد ليتش
أرشيبالد ليتش (بالإنجليزية: Archibald Leitch)‏ «آرشي» (27 أبريل 1865 – 25 أبريل 1939) مهندس معماري اسكتلندي، الأكثر شهرة لعمله في تصميم ملاعب كرة القدم في جميع أنحاء الجزر البريطانية.

## الأعمال المبكرة
ولد أرشيبالد ليتش في غلاسكو، وكان عمله في تصميم مصنع الشاي في ديلتوتا في المملكة الكندية السابقة في سريلانكا، فضلا عن المصانع في مدينته وفي لاناركشاير، كذلك البناء المدرج في جيسي ستريت، بولمادي، إلى الجنوب من وسط مدينة غلاسكو. وفي عام 1896 أصبح عضواً في مؤسسة المهندسين وبناة السفن في اسكتلندا، وبعد ذلك في معهد المهندسين الميكانيكيين.وانتقل بعدها إلى تصميم الملاعب عندما كلف ببناء ملعب إيبروكس، الأرض الجديدة لأبطاله نادي رينجرز، في عام 1899.

## تصميم الستاد
كانت ملاعب أرشيبالد ليتش تعتبر في البداية وظيفية أكثر من التركيز على الناحية الجمالية، ويعود ذلك إلى تأثره بشكل واضح في تصميمه للمباني الصناعية. فعادة ما يكون له صفان، مع الدرابزين الفولاذي المتقاطع في الجزء الأمامي من الطبقة العليا، وكانت مغطاة بسلسلة من السقوف، التي بنيت بحيث تكون مواجهة للملعب بشكل رئيسي؛ أما سقف السطح المركزي فكان أكبر بشكل واضح، ويتضمن الدور المميز.
كان أول مشروع له في إنكلترا هو تصميم وبناء موقف جون ستريت في ملعب برامول لين، الذي يوفر 3000 مقعد ومصاطب ل 6,000، ويهيمن عليها مربع للصحافة.
حتى بعد كارثة إبروكس عام 1902، عندما قتل 26 شخصاً عندما انهار أحد البنوك المدرجة، كان لايتش في الطلب. أصبح المهندس البريطاني لكرة القدم. وتم تكليفه بتصميم جزء أو أكثر من 20 ملعباً في المملكة المتحدة وايرلندا بين عامي 1899 و 1939، بما في ذلك:
- ملعب أنفيلد، ليفربول
- ملعب آرسنال، لندن
- ملعب ايريسوم بارك، ميدلزبرة
- ملعب برامول لين، شفيلد
- كرافن كوتيج، لندن
- داليمونت بارك، دبلن
- فراتون بارك، بورتسموث
- غوديسون بارك، ليفربول
- هامبدن بارك، غلاسكو
- هوم بارك، بليموث
- ملعب إيبروكس، غلاسكو
- ملعب هيلزبره
- لانسداون رود، دبلن
- استاد مولينيو، ولفرهامبتن
- ملعب أولد ترافورد، ترافورد
- ملعب روكر بارك، سندرلاند
- سيلهرست بارك
- ستامفورد بريدج
- ملعب تويكنهام، تويكنهام
- ملعب فيلا بارك، برمنغهام (إنجلترا)
- وايت هارت لين، توتنهام
- ويندسور بارك، بلفاست

ومنذ ذلك الوقت تم هدم العديد من أعماله من أجل إعادة التطوير (خاصة في أعقاب تقرير تايلور) .

## وصلات خارجية
- Explore Glasgow - All round the city Features architectural elevations of all Leitch's stadiums in Glasgow.